# Ordine delle dame di Maria Elisa

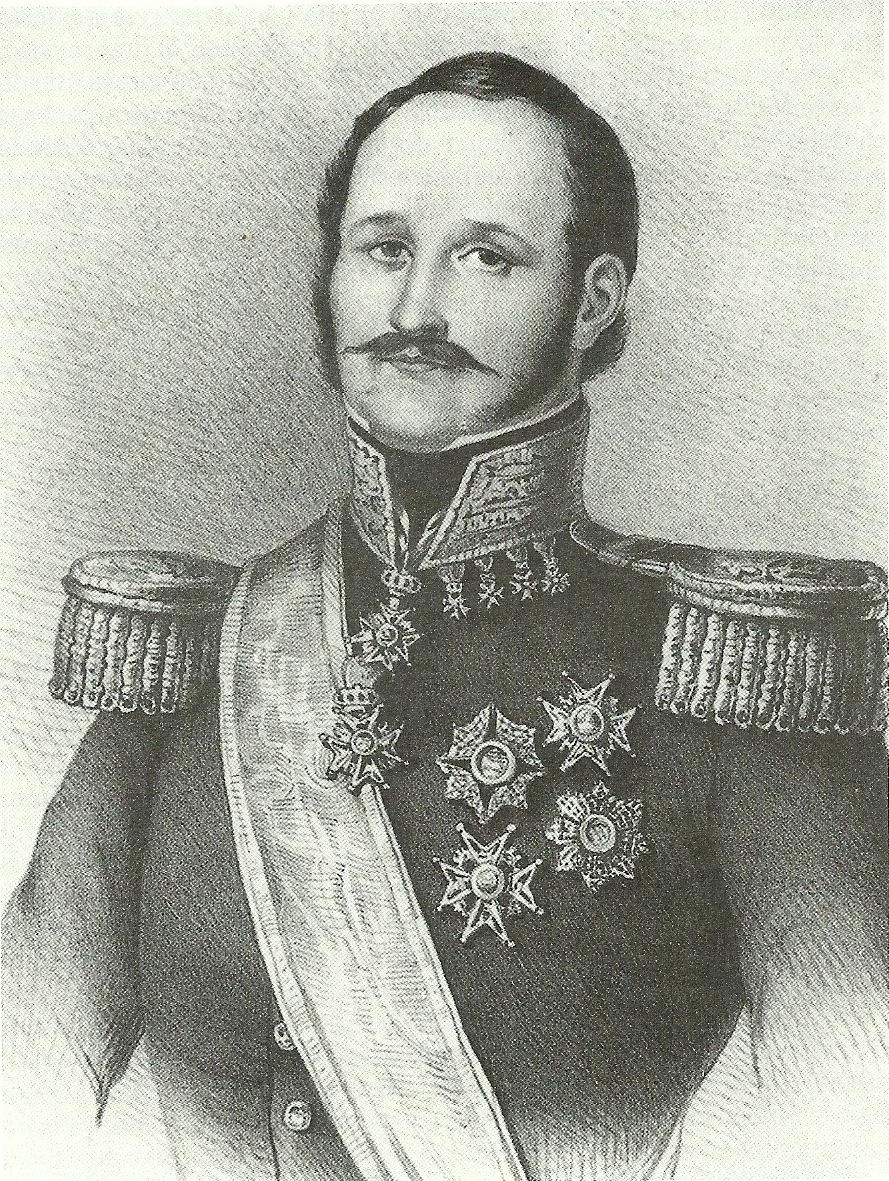
Alessandro I Gonzaga, fondatore dell'Ordine.

L'Ordine delle dame di Maria Elisa (o Ordine delle dame cavalierisse di Maria Elisa) fu un Ordine cavalleresco femminile dei Gonzaga.

## Storia
Il principe Alessandro I Gonzaga, che vantava diritti di successione sul Ducato di Mantova, sul Ducato di Guastalla e sul principato di Castiglione, con decreto del 13 ottobre 1847 decise di conferire alle dame l'Ordine della Croce stellata, istituito nel 1668 dall'imperatrice Eleonora Gonzaga-Nevers riunendolo ad un altro ordine dei Gonzaga, l'Ordine del Redentore. Il nuovo Ordine venne chiamato "Ordine delle dame di Maria Elisa", in onore della moglie Maria Elisa Coke (?-10 ottobre 1865), sposata a Londra nel 1841. Durò per un breve periodo di tempo, in quanto Alessandro morì probabilmente nel 1850.